# カルキ 2898-AD
『カルキ 2898-AD』（Kalki 2898 AD）は、2024年のインドのテルグ語叙事詩的SF映画。ナーグ・アシュウィンが監督を務め、アミターブ・バッチャン、カマル・ハーサン、プラバース、ディーピカー・パードゥコーンが出演している。インド神話を題材に西暦2898年のポスト・アポカリプスの世界を描いており、女性の胎内に宿ったカルキを守る使命を果たそうとする人々の物語である。2020年に製作が始まり、ラモジ・フィルムシティで撮影が行われ、2024年6月27日に2D、IMAX、3D、4DX方式で公開された。『カルキ 2898-AD』は2024年時点でインド映画史上最高額の製作費の60億ルピーが投じられ、興行収入が100億ルピーを超えるヒット作となり、インド映画年間興行成績第2位、テルグ語映画歴代興行成績第4位にランクインしている。

## ストーリー
クルクシェートラの戦いの終結後、カウラヴァ軍の武将アシュヴァッターマンはウッタラーの胎児を殺したことでクリシュナから不死の呪いをかけられ、カリ・ユガの期間を通して人間の道徳的に堕落し、絶望した姿を見続けるように言い渡される。力の源泉である額の宝石を取り上げられたアシュヴァッターマンは救済を得るために、ヴィシュヌの最後の化身であるカルキを宿した母親を守ることを運命づけられる。
6000年後の西暦2898年。荒廃した世界で最後の都市となったカーシーで人々は暮らしていたが、そこは全体主義体制を敷く200歳の神王スプリーム・ヤスキンの支配下にあった。ヤスキンはカーシーの上空に浮遊する巨大要塞「コンプレックス」に居住して補佐役のバニ顧問とマナス司令官を通して地上を支配し、カルキの到来を信じる隠れ都市シャンバラが率いる反乱軍に対処するため、親衛部隊「レイダース」を組織した。カーシーではヤスキンが主導する「プロジェクトK」のために妊娠可能な女性がコンプレックスに連れ去られて人工授精され、胎児から抽出される血清「セラム」が製造されていた。しかし、ヤスキンが求めるセラムは妊娠期間が150日間を越えた女性の胎児からしか抽出されず、その条件を満たす妊婦は存在せず、多くの妊婦が胎児と共に「プロジェクトK」の犠牲になっていた。
カーシーに辿り着いた男装の少女ライアは「妊娠可能な女性」と判断され連行されそうになるが、反乱軍に救われ逃亡に成功し、逃げ込んだ洞窟の中でアシュヴァッターマンに遭遇する。ライアは逃亡する中でアシュヴァッターマンの宝石を手に入れ、宝石を額に戻して力を取り戻したアシュヴァッターマンは6000年間探し求めていたカルキを宿した女性の存在を察知し、ライアと共に女性を探し始める。同じころ、コンプレックスでは「プロジェクトK」の被験者SUM-80が妊娠期間が150日間を越えていることが判明し、セラムの抽出手術を受けることになるが、コンプレックスに潜入していた反乱軍の兵士リリーに助け出される。コンプレックスを脱出したSUM-80は反乱軍のヴィーラン、ルーク、カイラに保護され、シャンバラに向かう途中でカイラから「スマティ」と名付けられる。マナス司令官はレイダースを動員してスマティの行方を捜し、同時に彼女に多額の懸賞金をかけて賞金稼ぎたちにも行方を捜させる。コンプレックスの住民になることを夢見る賞金稼ぎのバイラヴァは、相棒のAIスーパーカーのブッジと共にスマティの追跡を始める。ヴィーランたちはレイダースや賞金稼ぎのクレーンの攻撃を受けながらシャンバラに向かうが、途中でカイラがスマティを守るために命を落としてしまう。そこにバイラヴァとアシュヴァッターマンが現れてレイダースを一掃し、2人はスマティの身柄を巡って戦いを始め、バイラヴァを倒したアシュヴァッターマンはスマティたちと共にシャンバラに辿り着く。シャンバラの指導者マリアムはスマティを歓迎し、都市にある生命の樹はカルキの存在を感じて花を咲かせ、人々はスマティを慕うようになる。シャンバラに辿り着いたアシュヴァッターマンはライアに対し、自身が武器として使う杖が、友人カルナがクルクシェートラの戦いで使っていたヴィジャヤ・ダヌシュであることを明かす。
一方、アシュヴァッターマンに敗れたバイラヴァはマナス司令官と取引し、コンプレックスの居住権と引き換えにスマティを捕縛することを約束する。彼は以前捕縛した反乱軍のアッジュを説き伏せてシャンバラに潜入し、アシュヴァッターマンに変装してスマティを連れ出そうとするが、アシュヴァッターマンに正体を見破られてしまう。2人が再び戦い始める中、マナス司令官が率いるレイダースがシャンバラに攻撃を始める。反乱軍のシリウス司令官とシャトルー司令官が迎撃するが、防衛線を突破されたシャンバラは劣勢に追い込まれ、マリアムはスマティを連れて脱出しようとするが、脱出艇ガルダの撃墜に巻き込まれて命を落としてしまう。スマティを守ろうとしたアシュヴァッターマンも身柄を拘束され、彼女はマナス司令官に捕縛される。マナス司令官が彼女を連行しようとした時、アシュヴァッターマンとの戦いで意識を失っていたバイラヴァがヴィジャヤ・ダヌシュと生命の樹の力でカルナとして覚醒し、マナス司令官とレイダースを一掃する。しかし、ブッジの呼びかけでバイラヴァとしての意識を取り戻すと、彼はアシュヴァッターマンの制止を無視してスマティを連れ去ってしまう。
コンプレックスに鎮座するヤスキンは、逃亡前のスマティから抽出した一滴のセラムを使い、カルキの力を手に入れて超人となり、身体も若返っていく。彼はアルジュナが残した弓ガーンディーヴァを手に取り、新たな世界の構築を宣言する。

## キャスト
| - アシュヴァッターマン - アミターブ・バッチャン - スプリーム・ヤスキン - カマル・ハーサン - バイラヴァ、カルナ - プラバース - スマティ（SUM-80） - ディーピカー・パードゥコーン - スマティの声 - ショービター・ドゥーリパーラ - ロキシー - ディシャ・パタニ - 大家ラージャン - ブラフマーナンダム - ルーミー - ラージェーンドラ・プラサード - マリアム - ショーバナ - ヴィーラン - パスパティ - バニ顧問 - アニル・ジョージ - マナス司令官 - シャッショト・チャタルジー - カイラ - アンナ・ベン - ルーク - ハルシト・レッディ - リリー（LYL-33） - カーヴィヤ・ラーマチャンドラン - アッジュ - アヤーズ・パーシャー - ライア - ケーヤ・ナーヤル - クレーン - ハムフー - シリウス司令官 - ヴィナイ・クマール - シャトルー司令官 - サンジャイ・ラタ - ガルダの操縦士 - ジュルジェ・ストイリコヴィッチ - ブッジ（BU-JZ-1）の声 - キールティ・スレーシュ - クリシュナ - クリシュナクマール・バーラスブラマニヤン - クリシュナの声 - アルジュン・ダース | カメオ出演 - ウッタラー - マーラヴィカ・ナーヤル - ディヴィヤ - ムルナール・タークル - 料理人チントゥ - ラーム・ゴーパール・ヴァルマ - 戦闘機の機長 - ドゥルカル・サルマーン - 金貸し - シュリーニヴァース・アヴァサラーラ - 踊り子ピーコック - ファリア・アブドゥッラー - コンプレックスの住人 - K・V・アヌディープ - 先輩格の賞金稼ぎ - S・S・ラージャマウリ - アルジュナ - ヴィジャイ・デーヴァラコンダ - コンプレックスのパーティー客 - サントーシュ・ナーラーヤナン |

## 製作

### 企画
2019年、『伝説の女優 サーヴィトリ』が成功を収めた後、監督のナーグ・アシュウィンは長年構想を練っていたオリジナルストーリーの脚本執筆を進めていることを明かし、間もなく製作に取り掛かることを明言した。製作はナーグ・アシュウィンの義父C・アシュウィニー・ダットが経営するヴィジャヤンティ・ムービーズが『伝説の女優 サーヴィトリ』に引き続き手掛けている。2019年8月7日に製作発表が行われ、9月からの製作開始に向けてスタッフの募集を始めた。その後、2020年2月26日にプラバースが主演を務めることが発表され、「Prabhas 21」と題された新作映画の撮影は『Radhe Shyam』の撮影終了後に始まることが明かされた。製作には60億ルピーの費用が投じられており、この中にはプラバースの出演料8億ルピー、アミターブ・バッチャン、カマル・ハーサン、ディーピカー・パードゥコーンの出演料として各2億ルピーが含まれている。報道によると、当初プラバースに提示された出演料は15億ルピーだったが、彼は出演料を8億ルピーに減らし、代わりに映画の収益の一部を報酬として受け取るレベニューシェア契約を結んだという。
2021年2月には撮影開始が3月を予定していることが報じられたが、『Pitta Kathalu』のプロモーション中に取材に応じたナーグ・アシュウィンは、新作映画の撮影時期はCOVID-19パンデミックの影響及びプラバースの他作品とのスケジュール調整のため2021年後半にずれ込むことを明かした。その後、2023年7月21日に新作映画のタイトルが「Kalki 2898 AD」であることが発表され、映画がインド神話におけるカルキ（ヴィシュヌのアヴァターラ）を題材としていることが明かされた。

### プリプロダクション
脚本はナーグ・アシュウィン、ルタム・サマル、サーイ・マーダヴ・ブッラ、B・S・サーラワグナ・クマールが共同で執筆している。2020年8月からA・R・ラフマーンに映画音楽の作曲を依頼していたが、最終的に交渉は不調に終わり、彼の参加は見送られた。主要スタッフにはミッキー・J・メイヤル（音楽監督）、コータギリ・ヴェンカテーシュワラ・ラーウ（編集技師）、ニティン・ジハニ・チョーダリー（プロダクションデザイナー）、ダニ・サンチェス＝ロペス（撮影監督）、トータ・ヴィジャイ・バースカル（衣装デザイナー）、シャリーナ・ナタニ（衣装デザイナー）、サヒティ・パタニ（衣装デザイナー）などナーグ・アシュウィン監督作品の常連スタッフが起用されたが、後に撮影監督はジュルジェ・ストイリコヴィッチに交代し、2023年2月にはサントーシュ・ナーラーヤナンが音楽監督として起用された。アクションシーンのスタント振付はアンディー・ロン・グエン、ピーター・ハイン、キング・ソロモン、アンバリヴ、サティーシュ、ニック・パウエルが担当したほか、シンギータム・シュリーニヴァーサ・ラーオがクリシュナが登場する神話部分の脚本の一部を手掛けている。映画の中ではクリシュナの姿はシルエットで覆われ明確な姿が描かれていないが、これについてナーグ・アシュウィンは「姿を見せるとただの人、あるいは俳優に映ってしまうので、クリシュナをシルエットで覆い隠すことにしてミステリアスな雰囲気を崩さないようにしたんだ」と語っている。
2021年7月24日にラモジ・フィルムシティでキャスト・スタッフが出席してムフラト・プージャ・セレモニーが執り行われ、ワーキングタイトルが「Prabhas 21」から「Project K」に変更されたことが明かされた。また、同月中にラモジ・フィルムシティに未来的な都市の撮影セットが作られ、撮影の大部分はこの撮影セットで行われることも明かされた。ナーグ・アシュウィンは映画に必要な要素として「高性能な技術、未来的な乗り物」を挙げ、これらをCGIではなく実物大の乗り物を製作する方針を明かした。彼は2022年3月に実業家アナンド・マヒンドラに対して映画に登場する乗り物を製作するための技術支援を要請し、これを受けてマヒンドラ&マヒンドラは数日後にチェンナイにあるマヒンドラ・ワールド・シティの技術チームを派遣することを表明した。

### キャスティング
主人公バイラヴァ役のプラバースは役作りのために頭髪と髭を伸ばし、メディアからは「『バーフバリシリーズ』の主人公バーフバリ役を連想させる姿」と報じられた。ヒロイン役のディーピカー・パードゥコーンは企画が中断され公開中止となった『Love 4 Ever』以来のテルグ語映画への出演となり、同じくアミターブ・バッチャンもカメオ出演した2作品（『Manam』『サイラー ナラシムハー・レッディ 偉大なる反逆者』）以来の出演で、主要キャストとしては『カルキ 2898-AD』が初のテルグ語映画出演作となる。彼の役柄についてナーグ・アシュウィンは「とても重要な役柄で、初期段階のワーキングタイトルは彼の演じるキャラクターの名前から取られていたんです」と語っている。このほかにカマル・ハーサンとディシャ・パタニが主要キャストとして起用されており、2人とも『Subha Sankalpam』『Loafer』以来のテルグ語映画への出演となる。カマル・ハーサンとの出演交渉は1年間にわたり、彼が出演を辞退した場合はモーハンラールを起用する予定だった。
助演キャストにはラージェーンドラ・プラサード、ショーバナ、シャッショト・チャタルジー、ブラフマーナンダム、パスパティが起用され、アンナ・ベンは『カルキ 2898-AD』がテルグ語映画デビュー作となる。また、キールティ・スレーシュとアルジュン・ダースがそれぞれブッジとクリシュナの声を演じており、キールティ・スレーシュは別の役での出演を打診されていたが辞退し、代わりに声優としてブッジ役を務めることになったという。このほかにドゥルカル・サルマーン、ヴィジャイ・デーヴァラコンダ、ムルナール・タークル、S・S・ラージャマウリ、ラーム・ゴーパール・ヴァルマ、K・V・アヌディープがカメオ出演している。

### 撮影

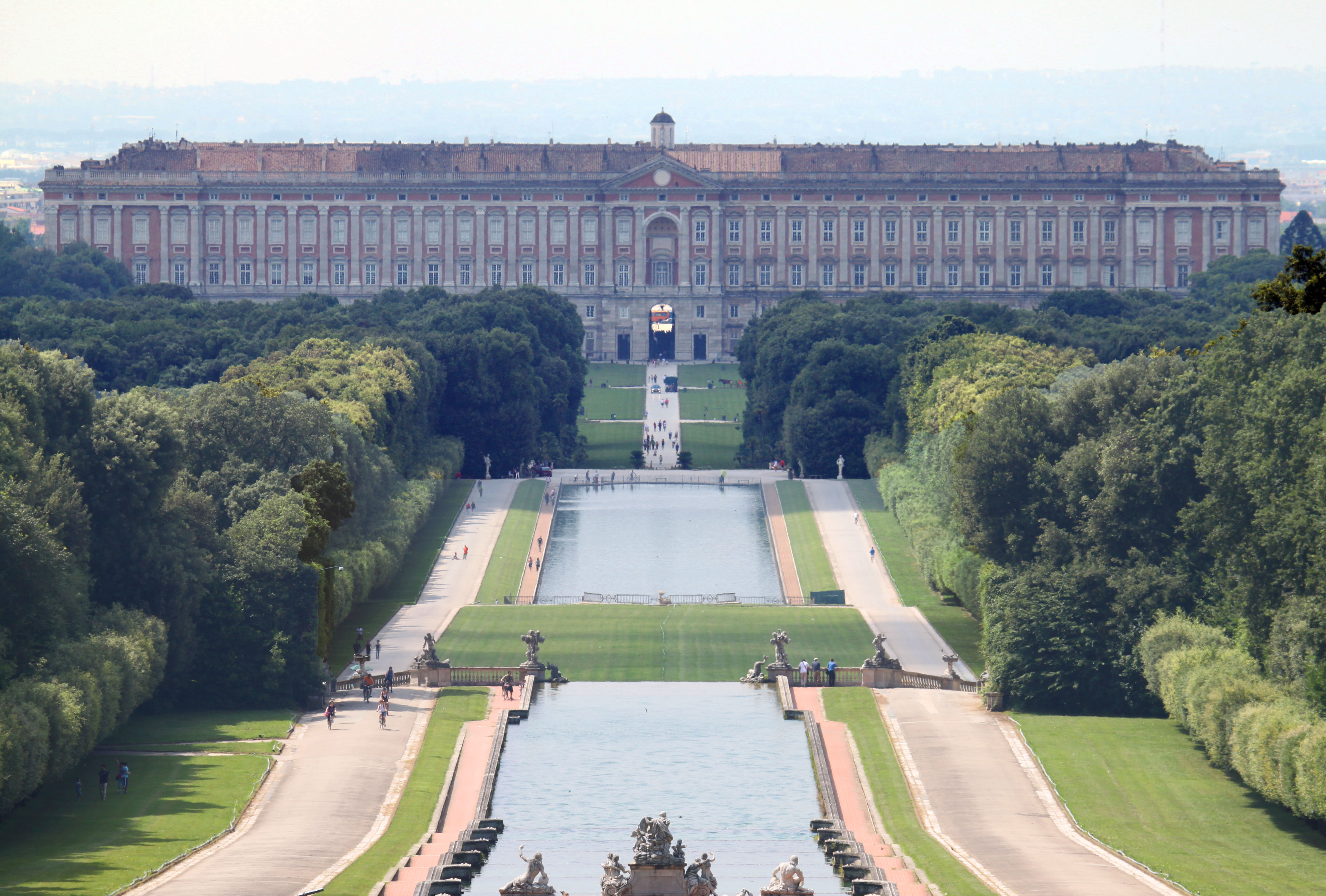
カゼルタ宮殿

2021年7月24日、グル・プールニマーに合わせて主要撮影が始まり、ラモジ・フィルムシティで第1スケジュールの撮影が行われ、アミターブ・バッチャンが撮影に参加した。12月からプラバースとディーピカー・パードゥコーンが合流し、アミターブ・バッチャンとの共演シーンが撮影され、2022年2月からは第2スケジュールの撮影が行われた。撮影は毎月7-8日間のペースで進められ、休止期間中に撮影用の小道具などを製作したため、撮影は一般的な映画のよりも長期化することが予測されていた。また、インド映画として初めてアリ・アレクサ65が撮影に使用された。
2022年4月からはプラバースの出演シーンが撮影される予定だったが、膝の手術を受けるためスペインに向かったため、『SALAAR/サラール』と共に撮影が延期された。撮影の9割はラモジ・フィルムシティで行われ、6月にはライドゥルグ駅でアミターブ・バッチャンの出演シーンが撮影され、7月にはプラバースとディーピカー・パードゥコーンが共演するカーチェイスシーンが撮影された。第2スケジュールの撮影が終了するころには、プラバースの出演シーンの大部分が撮影を完了していた。2023年3月にアミターブ・バッチャンが撮影中に肋骨を負傷したため、ムンバイで療養することになり撮影を離脱した。6月までに全体の7割の撮影が終了し、2023年7月20日にサンディエゴ・コミコンに出席したナーグ・アシュウィンは、映画の大半はテルグ語で撮影されたが、より印象深いシーンにするため、複数のシーンをヒンディー語で撮影したことを明かしている。ただし、該当のシーンは吹き替えによるものだと指摘されている。2024年3月にはプラバースとディシャ・パタニが共演する歌曲シーンの撮影がカゼルタ宮殿などイタリア各地で行われた。

### ポストプロダクション
視覚効果はDNEGとエンバシー・ビジュアル・エフェクトが手掛けており、このほかにステルワークス台湾、フォークスVFX、ロラ・ビジュアル・エフェクト、ピクストーン・イメージス、ラビリンスが参加している。DNEGとエンバシー・ビジュアル・エフェクトは映画世界の環境とアクションシーンを手掛け、このほかにDNEGは主要な視覚効果・CGIを担当し、エンバシー・ビジュアル・エフェクトが700ショットを担当している。製作されたのは砂漠地帯、乗り物、3つの世界（カーシー、シャンバラ、コンプレックス）である。

### 音楽
映画音楽の作曲はサントーシュ・ナーラーヤナンが手掛け、オーディオ権はサレガマが取得している。2024年6月16日にファーストシングル「Bhairava Anthem」がリリースされ、同月25日に「Theme of Kalki」、同月29日に「Ta Takkara (Complex Song)」、7月4日に「Hope of Shambala」が続けてリリースされた。7月10日にはサウンドトラック・アルバムが発売された。

## マーケティング

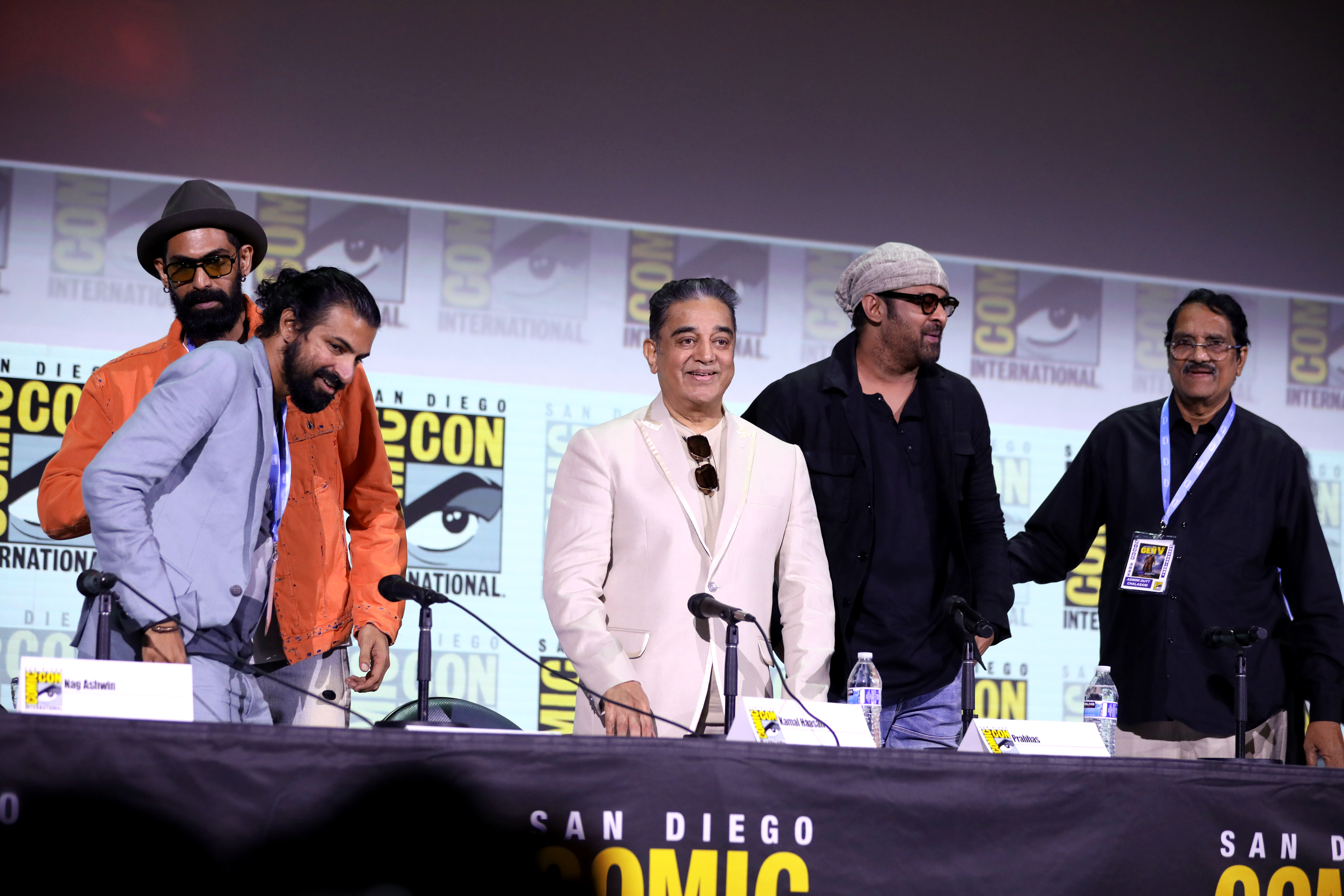
サンディエゴ・コミコンに出席するナーグ・アシュウィン、ラーナー・ダッグバーティ、カマル・ハーサン、プラバース、C・アシュウィニー・ダット

2023年7月19日にファーストルックポスターが公開され、翌20日にはサンディエゴ・コミコンでプレゼンされた。同イベントでプレゼンされたインド映画は『カルキ 2898-AD』が初めてであり、会場ではレイダーズとバイラヴァの戦闘シーンが描かれたコミック・ストリップのコマが公開されたほか、映画の正式タイトルと物語の一部が明かされた。その後、マハー・シヴァラートリーの時期に合わせ、プラバースの演じるキャラクターがバイラヴァであることを示唆するポスターが公開され、2024年4月21日にはアシュヴァッターマンをフィーチャーしたティーザーが公開された。また、同月27日にはプラバース、アミターブ・バッチャン、ディーピカー・パードゥコーンが描かれたポスターが公開され、同時に映画の公開日が明かされた。同月30日にはプロモーションの一環として、バイラヴァに扮したプラバースがラクナウ・スーパージャイアンツ対ムンバイ・インディアンスのIPLプロモーションビデオに出演した。さらに、5月2日にはアシュヴァッターマンに扮したアミターブ・バッチャンがICC T20ワールドカップに向かうクリケットインド代表を激励する動画が公開された。
5月22日にラモジ・フィルムシティで開催されたイベントではバイラヴァの相棒ブッジをフィーチャーしたティーザーが公開され、同時にアナンド・マヒンドラが車両製作に協力していることが明かされた。同月27日には「カルキ・シネマティック・ユニバース」の作品となるアニメシリーズ『ブッジ&バイラヴァ』が発表され、同月31日からAmazon Prime Videoで配信が開始された。6月10日にオフィシャルトレーラーが公開されたが、これに対してコンセプトアーティストのサン・チョイ、オリヴァー・ベックが「自分たちの手掛けた作品が無断で使用された」と主張している。その後、同月19日にムンバイでプレリリース・イベントが開催され、プラバース、アミターブ・バッチャン、カマル・ハーサン、ディーピカー・パードゥコーン、ラーナー・ダッグバーティが出席した。同月21日に新たな予告編が公開され、23日にはクリシュナの生地とされるマトゥラーで「Theme of Kalki」のリリース・イベントが開催されたほか、プラバース、アミターブ・バッチャン、カマル・ハーサン、ディーピカー・パードゥコーンの対談する様子がYouTubeで公開された。

## 公開

### 劇場上映
テルグ語のほかにヒンディー語、タミル語、マラヤーラム語、カンナダ語、英語で吹替版が製作された。当初は2022年公開を予定していたが、COVID-19パンデミックやプリプロダクション作業の遅れなどの影響を受け、2024年5月9日公開に変更された。しかし、2024年インド総選挙の日程と重なったことから、さらに6月27日公開に変更された。『カルキ 2898-AD』は劇場公開された後、2024年10月に第29回釜山国際映画祭のオープンシネマ部門で上映されたほか、第55回インド国際映画祭のメインストリーム部門でも上映されている。
アメリカ合衆国では公開3週間前の2024年6月6日からチケットの予約が開始され、初日のチケット売り上げは4200枚（13万5000ドル）を記録した。公開2週間前の6月11日からはイギリス・カナダ・ドイツでチケットの予約が始まり、アメリカでは予告編が公開された後に76万ドルの売り上げを記録している。また、イギリスではプレミア上映のチケット売り上げが2万枚を記録したほか、アメリカではチケットの予約売り上げが100万ドルを越え、『RRR』を抜きアメリカ国内でのインド映画の最短記録を更新した。

### 配給
アーンドラ・プラデーシュ州とテランガーナ州の配給はアンナプルナ・スタジオとスワプナ・シネマが担当し、ニザーム地域の配給はグローバル・シネマズが担当している。ケララ州の配給はドゥルカル・サルマーンが経営するウェイファーラー・フィルムズが6000万ルピー、カルナータカ州の配給はKVNプロダクションズが3億ルピー、北インドの配給はAAフィルムズが10億ルピーでそれぞれ取得し、タミル・ナードゥ州の配給はシュリー・ラクシュミー・ムービーズが担当し、北米地域の配給はAAフィルムズとプラティヤンギラ・シネマズが共同で担当している。このほかの海外市場の配給権はヴィレッジ・グループが8億ルピーで取得している。

### ホームメディア
デジタル配信権はAmazon Prime Videoが20億ルピー、Netflixが17億5000万ルピーでそれぞれ取得しており、2024年8月22日からAmazon Prime Videoでテルグ語版・タミル語吹替版・カンナダ語吹替版・マラヤーラム語吹替版の配信が始まり、同時にNetflixではヒンディー語吹替版の配信が始まった。また、テレビ放送権はジー・エンターテインメント・エンタープライゼスが取得している。

## 評価

### 興行収入
『カルキ 2898-AD』はテレビ放送権、デジタル配信権、オーディオ権、配給権の販売により、公開前の段階で60億ルピーの収益を挙げており、このうち39億ルピーが配給権の利益となっている。公開初日の興行収入は18億ルピーを記録し、このうち国内興行収入が9億5000万ルピーであり、公開初日の歴代興行成績第3位にランクインした。また、2024年公開のインド映画として最大のオープニング成績となっている。公開2日目には興行収入が25億ルピーを越え、国内興行収入は14億9300万ルピーとなっている。オープニング週末の興行成績は『インサイド・ヘッド2』『クワイエット・プレイス:DAY 1』に続く第3位にランクインし、公開4日間の興行収入は48億4000万ルピーを記録しており、公開11日目には興行収入が80億ルピーを越えた。インドでは公開40日間で『JAWAN/ジャワーン』の記録を抜いて歴代興行成績第4位にランクインし、公開50日目を迎えた時点で興行収入は100億ルピーを越えている。

### 批評

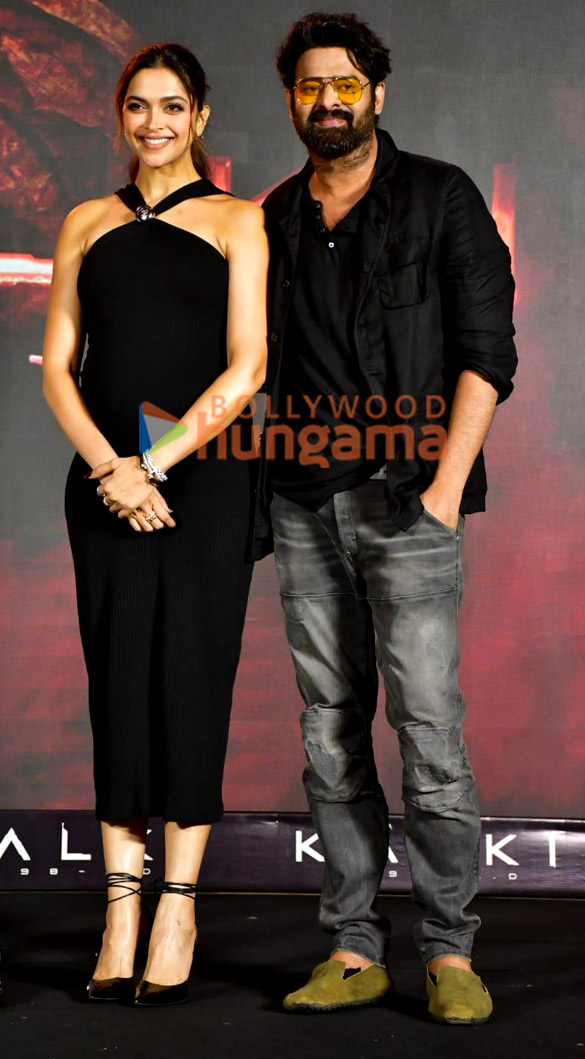
ムンバイで開催された『カルキ 2898-AD』の公開記念イベントに出席するプラバースとディーピカー・パードゥコーン

『Rotten Tomatoes』では39件の批評が寄せられ支持率77パーセント、平均評価7.1/10となっており、批評家の一致した見解は「ハリウッドの超大作と肩を並べつつも独自のテイストを維持した色彩豊かなスペクタクル映画『カルキ 2898-AD』は、トリウッドSF映画の躍進ぶりを見せつけてくれた」となっている。『Metacritic』では8件の批評に基づき65/100の評価となっている。また、『デカン・クロニクル』では混合的な評価、『WION』では「特に印象を残すことができなかった」と批評される一方、『インディア・トゥデイ』では好意的な評価となっている。
『ボリウッド・ハンガマ』は4/5の星を与えて「全体として『カルキ 2898-AD』はインド映画史上類を見ないような未来を描き、そこに神話をシームレスに溶け込ませた壮大なスペクタクル映画として、観客にユニークな体験を提供している」と批評し、『ニュース18インディア』も4/5の星を与え「アクションに映像スペクタクル、神話とテクノロジー、そして科学が組み合わさっており、それが映画の見応えあるものにしている」と批評している。また、ゴータム・Sの『ピンクヴィッラ』は4/5の星を与えて「壮大なスケールと物語、素晴らしい映像、斬新な演技、信じられないようなストーリーテリング。そんな映画を愛する人なら、この饗宴のような映画を是非スクリーンで観てください」と絶賛し、『ガーディアン』も4/5の星を与え「『マハーバーラタ』と『マッドマックスシリーズ』を組み合わせた最大規模のSF叙事詩」と高く評価している。さらに『インディア・トゥデイ』のジャーナニ・Kは3.5/5の星を与えて「『バーフバリ 伝説誕生』と同じく、『カルキ 2898-AD』もクリフハンガーでエンディングを迎え、新たな映画世界の扉を開いた。プラバースによってリークされたものの、サプライズとなったカメオ出演は完璧な劇場体験となった」と批評し、『コライダー』はキャスト（特にアミターブ・バッチャン、プラバース）の演技とナーグ・アシュウィンの脚本を称賛し、「『カルキ 2898-AD』は超自然的な要素と最先端テクノロジーを見事に組み合わせたユニークなSF叙事詩だ」と評価している。
『Rediff.com』のスカンニャー・ヴァルマーは3.5/5の星を与えて「プラバースは『カルキ 2898-AD』におけるヒーローの顔かも知れないが、観客がカルキに対して口笛を吹く瞬間を提供してくれたアミターブ・バッチャンの不屈のエネルギーにこそ、この映画の本当の価値が存在する」と指摘し、『ザ・タイムズ・オブ・インディア』は3/5の星を与えて「この映画の映像クオリティは非常に高く、カーシーとコンプレックスという空想世界に観客を引き込むことで、明白な欠点の多くを覆い隠している」と指摘している。また、『タイムズ・ナウ』のサシダール・アディヴィは3/5の星を与えて「全体として、この映画はVFXの驚異を見せてくれる。設定と世界観は素晴らしいものがあるが、脚本には反省するべき点が見られる」と批評し、『OTTプレイ』も3/5の星を与えて「全体として、『カルキ 2898-AD』はインド映画史上類を見ないような映像で、技術的に素晴らしい映画となっている。また、A級スターの存在と見事なアクションシーンが、この映画を大スクリーンで鑑賞するだけの価値をもたらしている。物語のペースが遅いことは、この際無視することにしよう」と批評している。
『デッドライン・ハリウッド』は「実に素晴らしく、同時にカタルシスのある楽しさだ。そして、ヴィシュヌの次なる化身が誕生していないことを考えると、カルキ・シネマティック・ユニバースと称される映画は、この先数本にわたって暴れ回り、燃え上がり、轟音を挙げ続け、観客を疲れ果てさせることが予想されるだろう」と批評してナーグ・アシュウィンの手腕を称賛し、『デカン・クロニクル』のB・V・S・プラカーシュは3/5の星を与えて「ナーグ・アシュウィン監督にはアミターブやカマルといった大物を起用して、通常では考えられないような役柄を演じさせた理由があり、それが成功に繋がったようだ」と指摘している。また、ニューデリー・テレビジョンのサイバル・チャテルジーは2.5/5の星を与えて「『カルキ 2898-AD』の解説パートは急ぎ足かつ複雑で、理解するのは難しい。この映画には、より直接的で明瞭化するための努力が必要だったのだろう」と指摘し、『ザ・ヒンドゥー』のサンギータ・デーヴィ・ドゥンドゥーは「いくつか欠点があるものの、『カルキ 2898-AD』は大喝采に値する勇気ある新たな挑戦作だ」と批評したほか、『ヒンドゥスタン・タイムズ』は「ナーグ・アシュウィンのディストピア映画は完璧とは言い難いが、精力的な作品であり、スクリーンで鑑賞するには十分な興味をそそられる」と批評している。

### 受賞・ノミネート
| 映画賞                            | 授賞日        | 部門             | 対象                                  | 結果 | 出典    |
| --------------------------------- | ------------- | ---------------- | ------------------------------------- | ---- | ------- |
| 第1回テランガーナ・ガッダル映画賞 | 2025年6月14日 | 第1位作品賞      | 『カルキ 2898-AD』                    | 受賞 | [ 178 ] |
| 第1回テランガーナ・ガッダル映画賞 | 2025年6月14日 | 監督賞           | ナーグ・アシュウィン                  | 受賞 | [ 178 ] |
| 第1回テランガーナ・ガッダル映画賞 | 2025年6月14日 | 美術監督賞       | ニティン・ジハニ・チョーダリー        | 受賞 | [ 178 ] |
| 第1回テランガーナ・ガッダル映画賞 | 2025年6月14日 | 衣裳デザイナー賞 | アルチャナ・ラーオ アジャイ・クマール | 受賞 | [ 178 ] |

## 続編
2024年5月下旬に続編の製作が発表され、『カルキ 2898-AD』の公開前日である6月26日にナーグ・アシュウィンは「パート2の公開は3年後を予定している」と発言している。また、本編中盤では『ブッジ&バイラヴァ』で明言されていた「カルキ・シネマティック・ユニバース」の存在がクレジットされ、同月29日にはC・アシュウィニー・ダットが「パート2の撮影は6割ほど完了しているが、まだ主要なシーンの撮影がいくつか残っている状態だ」と発言している。残りの部分の撮影は2025年2月から開始される。